# Arge gracilicornis
Arge gracilicornis är en stekelart som först beskrevs av Johann Christoph Friedrich Klug 1814.  Arge gracilicornis ingår i släktet Arge, och familjen borsthornsteklar. Arten har ej påträffats i Sverige.